# ريكاردو لوبيز (سياسي)
ريكاردو لوبيز (بالإسبانية: Ricardo López Murphy )‏ (و. 1951  م) هو اقتصادي، وسياسي أرجنتيني، ولد في أدروغي.

## مناصب
تولى منصب وزارة الاقتصاد (الأرجنتين)
- Ministry of Defense (Argentina) [الإنجليزية]‏.

## التعليم
تعلم في جامعة لا بلاتا الوطنية.